# Nyotai sanbashi
Nyotai sanbashi (女体棧橋), conosciuto anche col titolo internazionale Flesh Pier, è un film del 1958 diretto da Teruo Ishii.

## Trama
Tre poliziotti si infiltrano nella sezione giapponese di una organizzazione criminale internazionale che gestisce una tratta di call-girls.
Keizo Yoshioka agisce in un locale notturno, dove con suo gran stupore reincontra in primo luogo una sua ex, Rose Rūmi, caduta nel giro malavitoso, ed ancora innamorata di lui; e inoltre Haruko, che si fa passare per modella ma è in realtà una giornalista che egli aveva conosciuto in precedenza, a sua volta infiltrata nell’ambiente in cerca di scoop.
Il secondo agente è Ono, che si occupa di un’agenzia di indossatrici e fotomodelle, implicata nell’intricato organigramma della banda.
Al giovane Hayami, che investiga presso quella che, di facciata, appare essere un’agenzia matrimoniale, càpita addirittura, nel corso delle indagini, di imbattersi nella propria promessa sposa nelle vesti di prostituta.
Dopo alterne vicende, grazie al contributo fondamentale ed al sacrificio di Rose Rūmi, che viene colpita a morte durante una sparatoria, e del suo giovane spasimante Teruo, Yoshioka riesce a sgominare la banda.
Terminata l’operazione, i tre poliziotti si dividono, e l’editore di Haruko la incarica di accompagnare Yoshioka nei suoi spostamenti a venire, sicuro in questo modo di trovare sempre materiale adatto alla cronaca nera del giornale.